# Менць
Менць, Менці (рум. Menți) — село у повіті Мехедінць в Румунії. Адміністративно підпорядковане місту Стрехая.
Село розташоване на відстані 233 км на захід від Бухареста, 40 км на схід від Дробета-Турну-Северина, 64 км на північний захід від Крайови.

## Населення
За даними перепису населення 2002 року у селі проживали 116 осіб, усі — румуни. Усі жителі села рідною мовою назвали румунську.